# تيكليستاماب
تيكليستاماب(Teclistamab) ، الذي يباع تحت الإسم التجاري تيكفايلي(Tecvayli) ، هو دواء يستخدم لعلاج الورم النقوي المتعدد .  تحديدا عند فشل العلاجات الأخرى.  و يعطى عن طريق الحقن تحت الجلد. 
تشمل الآثار الجانبية الشائعة لهذا العلاج على؛ الحمى، و متلازمة إطلاق السيتوكين ، و ألم العضلات، و التعب، و عدوى الجهاز التنفسي العلوي، و الالتهاب الرئوي، و الإسهال، و انخفاض خلايا الدم البيضاء، و انخفاض خلايا الدم الحمراء ، و انخفاض الصفائح الدموية.  قد تشمل الآثار الجانبية الأخرى على مشاكل في الكبد، و العدوى، و الحساسية.  استخدامه في الحمل قد يضر الجنين.  وهو جسم مضاد وحيد النسيلة يرتبط في نفس الوقت بمستقبلات CD3 الموجودة على الخلايا التائية و خلايا المايلوما لمستضد نضوج الخلايا البائية (BCMA). 
تمت الموافقة على استخدامه طبيًا في أوروبا و الولايات المتحدة في عام 2022.   في الولايات المتحدة تبلغ التكلفة حوالي 40 ألف دولار أمريكي شهريًا اعتبارًا من عام 2022.  و لم تعطى الموافقة عليه في المملكة المتحدة اعتبارًا من عام 2022. 